# آلفرد هاینریش
آلفرد هاینریش (انگلیسی: Alfred Heinrich; ۲۱ فوریهٔ ۱۹۰۶ – ۳۱ اکتبر ۱۹۷۵) بازیکن هاکی روی یخ اهل آلمان بود.